# Ordine del Leone (Malawi)
L'Ordine del Leone è un ordine cavalleresco del Malawi.

## Storia
L'Ordine venne istituito nel 1967 dal governo repubblicano del Malawi per commemorare l'indipendenza dello stato dal Regno Unito ed il suo ingresso nel Commonwealth. La simbologia adottata per l'ordine è quella del leone che è l'animale rappresentativo dello stato del Malawi.
L'Ordine viene concesso a quanti si siano distinti al servizio del popolo del Malawi.

## Classi
L'ordine è suddiviso nelle seguenti classi di benemerenza:
- Gran Commendatore
- Grand'Ufficiale
- Commendatore
- Ufficiale
- Membro
- Medaglia

## Insegne
- La placca di gran commendatore è costituita da una stella raggiante a dodici raggi alternati ad altrettanti raggi di sole in argento. Al centro si trova un disco con incisa in rilievo l'effigie frontale di un leone, il tutto circondato da un anello smaltato di rosso con il motto in argento "UNITY AND FREEDOM".
- La placca di grand'ufficiale è costituita da una stella raggiante a dieci raggi in argento su sfondo raggiante. Al centro si trova un disco con incisa in rilievo l'effigie frontale di un leone, il tutto circondato da un anello smaltato di rosso con il motto in argento "UNITY AND FREEDOM".
- La medaglia dell'Ordine consiste in una croce maltese smaltata di verde e bordata d'oro, al centro della quale si trova un disco con incisa in rilievo l'effigie frontale di un leone, il tutto circondato da un anello smaltato di rosso con il motto in oro "UNITY AND FREEDOM".
- Il nastro del gran collare è rosso con una striscia oro per parte.

## Insigniti notabili
- Elisabetta II del Regno Unito
- Carlo, principe di Galles